# Amerikaans-Samoa op de Olympische Zomerspelen 2016
Amerikaans-Samoa nam deel aan de Olympische Zomerspelen 2016 in Rio de Janeiro, Brazilië. De vier Samoaanse atleten, allemaal debutant op de Spelen, waren niet in staat de eerste medaille voor Amerikaans-Samoa te winnen.

## Deelnemers en resultaten
(m) = mannen, (v) = vrouwen 

### Atletiek
Mannen
Loopnummers
| atleet        | onderdeel | voorrondes | voorrondes | series         | series         | halve finale   | halve finale   | finale         | finale         |
| atleet        | onderdeel | tijd       | rang       | tijd           | rang           | tijd           | rang           | tijd           | rang           |
| ------------- | --------- | ---------- | ---------- | -------------- | -------------- | -------------- | -------------- | -------------- | -------------- |
| Isaac Silafau | 100 m     | 11,51      | 5          | niet geplaatst | niet geplaatst | niet geplaatst | niet geplaatst | niet geplaatst | niet geplaatst |

Vrouwen
Loopnummers
| atleet       | onderdeel | voorrondes | voorrondes | series         | series         | halve finale   | halve finale   | finale         | finale         |
| atleet       | onderdeel | tijd       | rang       | tijd           | rang           | tijd           | rang           | tijd           | rang           |
| ------------ | --------- | ---------- | ---------- | -------------- | -------------- | -------------- | -------------- | -------------- | -------------- |
| Jordan Mageo | 100 m     | 13,72      | 6          | niet geplaatst | niet geplaatst | niet geplaatst | niet geplaatst | niet geplaatst | niet geplaatst |

### Gewichtheffen
| Olympiër               | Discipline | Resultaat | Prestatie                      |
| ---------------------- | ---------- | --------- | ------------------------------ |
| Tanumafili Jungblut VO | –94 kg (m) | 18e       | trekken: geen geldige pogingen |

### Judo
| Olympiër               | Discipline | Resultaat | Prestatie                                             |
| ---------------------- | ---------- | --------- | ----------------------------------------------------- |
| Benjamin Waterhouse VS | –73 kg (m) | 17e       | 1e ronde: vrij 2e ronde: V van SRI Repiyallage: ippon |